# Saccoglossus kowalevskii
Saccoglossus kowalevskii är en djurart som tillhör fylumet svalgsträngsdjur, och som först beskrevs av Agassiz 1873.  Saccoglossus kowalevskii ingår i släktet Saccoglossus och familjen Harrimaniidae. Inga underarter finns listade i Catalogue of Life.